# Kỹ thuật điện

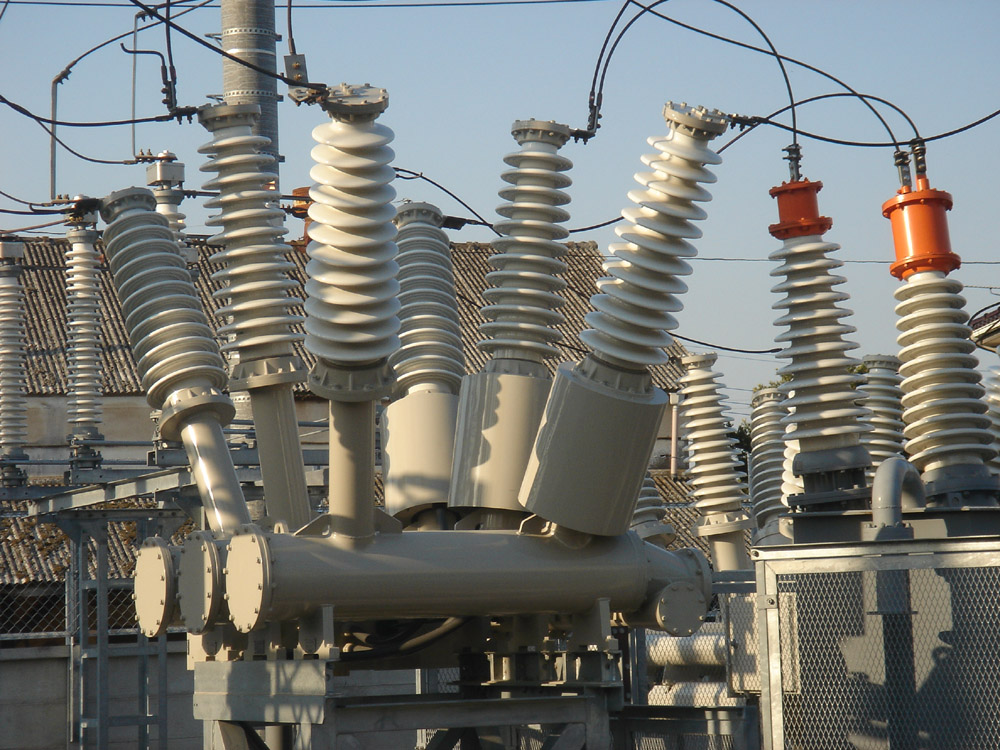
Các kỹ sư điện thiết kế các hệ thống điện phức tạp...

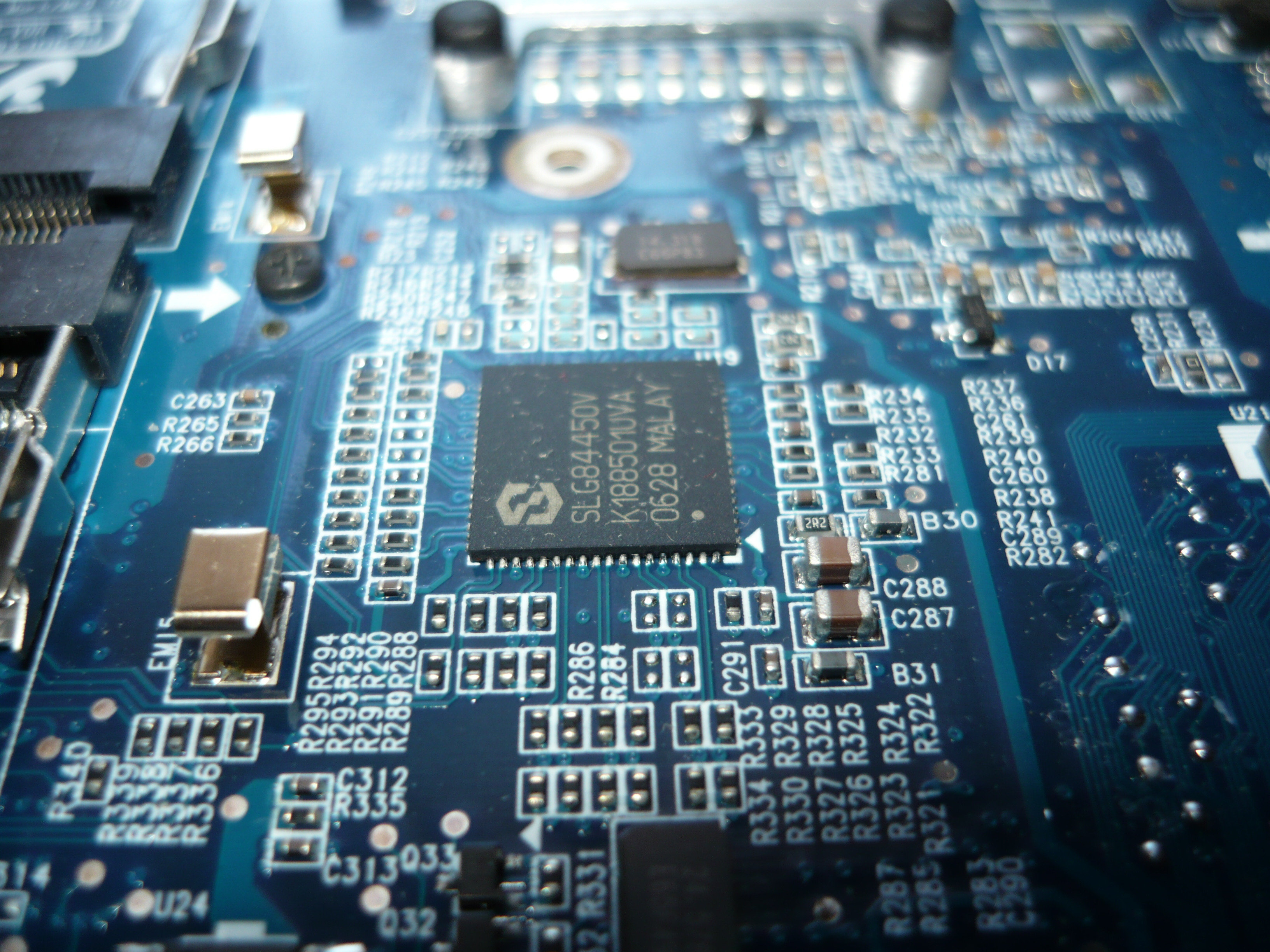
Vi mạch điện tử, với công nghệ mới chỉ còn 1 nano mét cho một cổng logic

Kỹ thuật điện là một lĩnh vực kỹ thuật nghiên cứu và áp dụng liên quan đến điện, điện tử và điện từ. Lĩnh vực này lần đầu tiên trở nên quan trọng và hình thành nghề nghiệp liên quan đến nó là vào cuối thế kỷ 19 sau khi điện báo và cung cấp năng lượng điện đi vào thương mại hóa. Ngày nay, ngành này có nhiều ngành con như năng lượng, điện tử học, hệ thống điều khiển, xử lý tín hiệu và viễn thông.
Kỹ thuật điện có thể bao gồm kỹ thuật điện tử. Nếu phân biệt rõ hơn, kỹ thuật điện giải quyết các vấn đề ở các hệ thống điện vĩ mô như truyền tải năng lượng và điều khiển motor, trong khi kỹ thuật điện tử nghiên cứu các hệ thống điện nhỏ hơn nhiều như máy tính và mạch tích hợp. Hay nói cách khác, các kỹ sư điện thường làm việc với vấn đề truyền tải điện năng, trong khi các kỹ sư điện tử nghiên cứu các vấn đề sử dụng điện để xử lý thông tin. Nhưng gần đây, sự khác biệt giữa hai ngành trở lên lu mờ do sự phát triển của ngành điện tử công suất (power electronics).

## Lịch sử

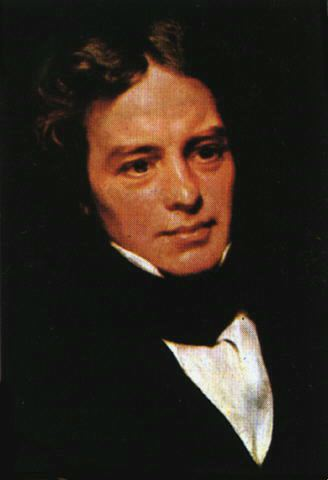
Những khám phá của Michael Faraday đặt nền tảng cho motor điện phát triển.

Điện đã trở thành một chủ đề nghiên cứu khoa học ưa thích từ đầu thế kỷ 17. Kỹ sư điện đầu tiên có lẽ là William Gilbert,  ông đã thiết kế ra versorium: một thiết bị cho phép xác định sự có mặt của các vật tích điện. Ông cũng là người đầu tiên nêu ra sự phân biệt giữa từ học và tĩnh điện học và được coi là người đưa ra thuật ngữ điện. Những thí nghiệm khoa học năm 1775 của Alessandro Volta đã cho ra đời electrophorus, một thiết bị tạo ra điện tích cho vật, và năm 1800  Volta phát triển pin Volta, chính là tiền thân của pin hiện đại.
Tuy thế, chỉ đến tận thế kỷ 19 người ta mới bắt đầu tập trung nghiên cứu lĩnh vực này. Những phát triển nổi bật trong thế kỷ này bao gồm nghiên cứu của Georg Simon Ohm với sự liên hệ định lượng giữa cường độ dòng điện và hiệu điện thế trên hai đầu của vật dẫn vào năm 1827, sự phát hiện của Michael Faraday về hiện tượng cảm ứng điện từ năm 1831, và lý thuyết của James Clerk Maxwell về sự thống nhất giữa từ học và điện học  trong bản luận Electricity and Magnetism năm 1873 của ông.

Trong suốt thời kỳ này, việc nghiên cứu điện phần lớn được xem là một nhánh con của vật lý học. Cho đến cuối thế kỷ 19 các trường đại học mới mở ngành đào tạo về kỹ thuật điện. Đại học công nghệ Darmstadt đã thành lập khoa kỹ thuật điện và trưởng khoa đầu tiên trên thế giới vào năm 1882. Cũng trong năm này, dưới sự lãnh đạo của giáo sư Charles Cross, Học viện công nghệ Massachusetts bắt đầu mở thêm ngành kỹ thuật điện nằm trong phòng Vật lý.  Năm 1883, Đại học công nghệ Darmstadt và Đại học Cornell bắt đầu khóa học đầu tiên về điện kỹ thuật, và vào năm 1885 Đại học College London thành lập trưởng khoa điện kỹ thuật đầu tiên ở Anh quốc. Sau đó Đại học Missouri thành lập khoa đầu tiên về kỹ thuật điện ở Hoa Kỳ năm 1886.

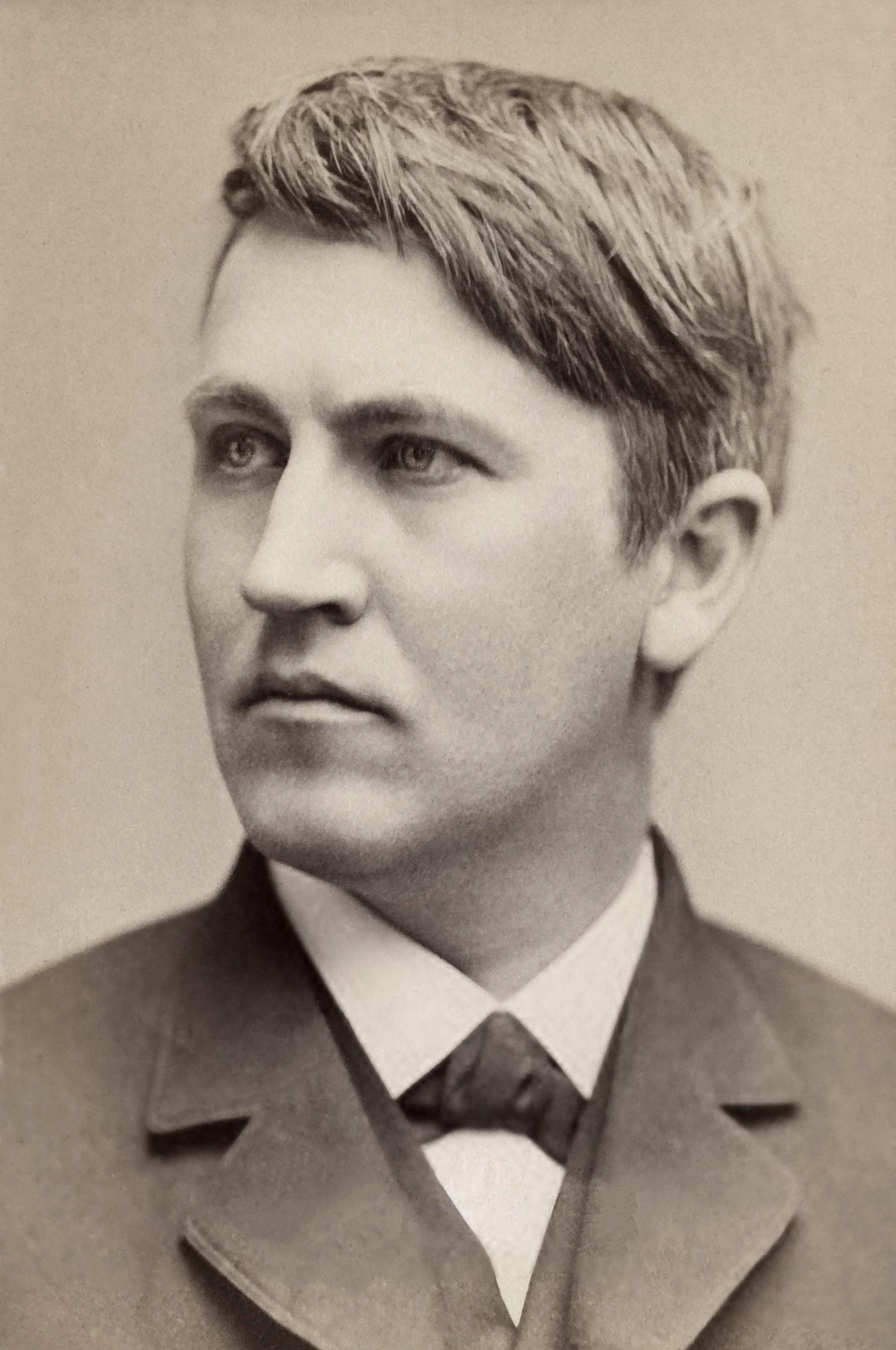
Thomas Edison, phát minh ra bóng điện và mạng lưới điện một chiều
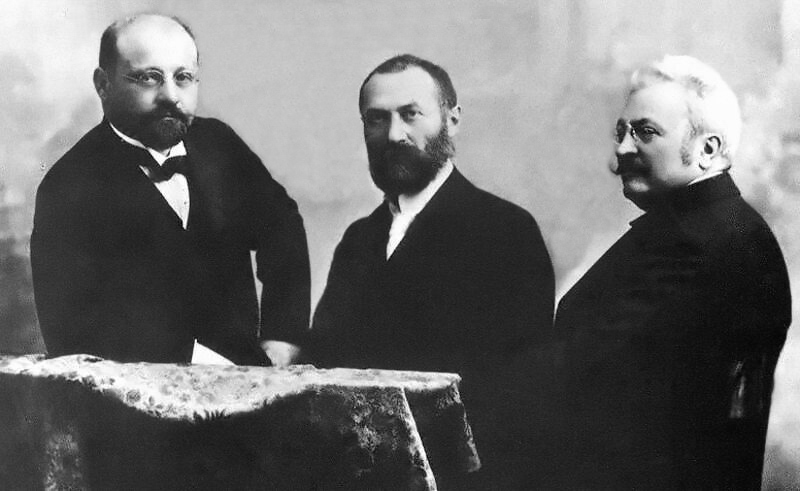
Károly Zipernowsky, Ottó Bláthy, Miksa Déri, Máy biến áp ZDB
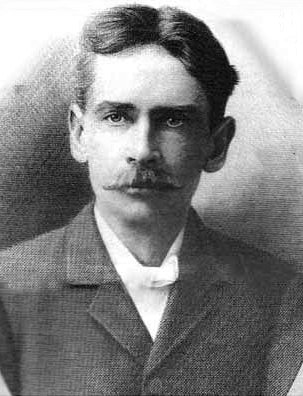
William Stanley, Jr., Máy biến áp
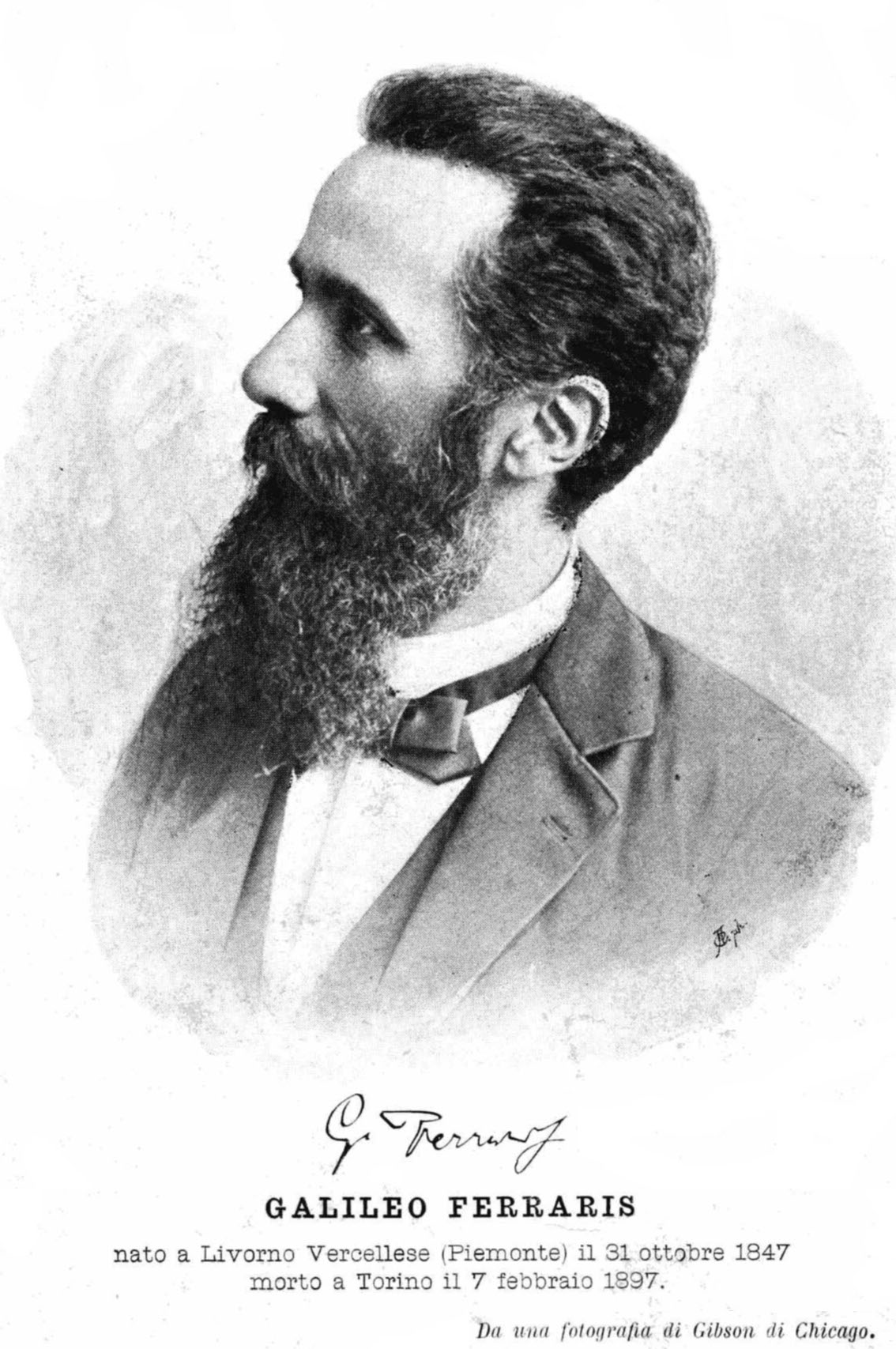
Galileo Ferraris, Lý thuyết điện, động cơ không đồng bộ
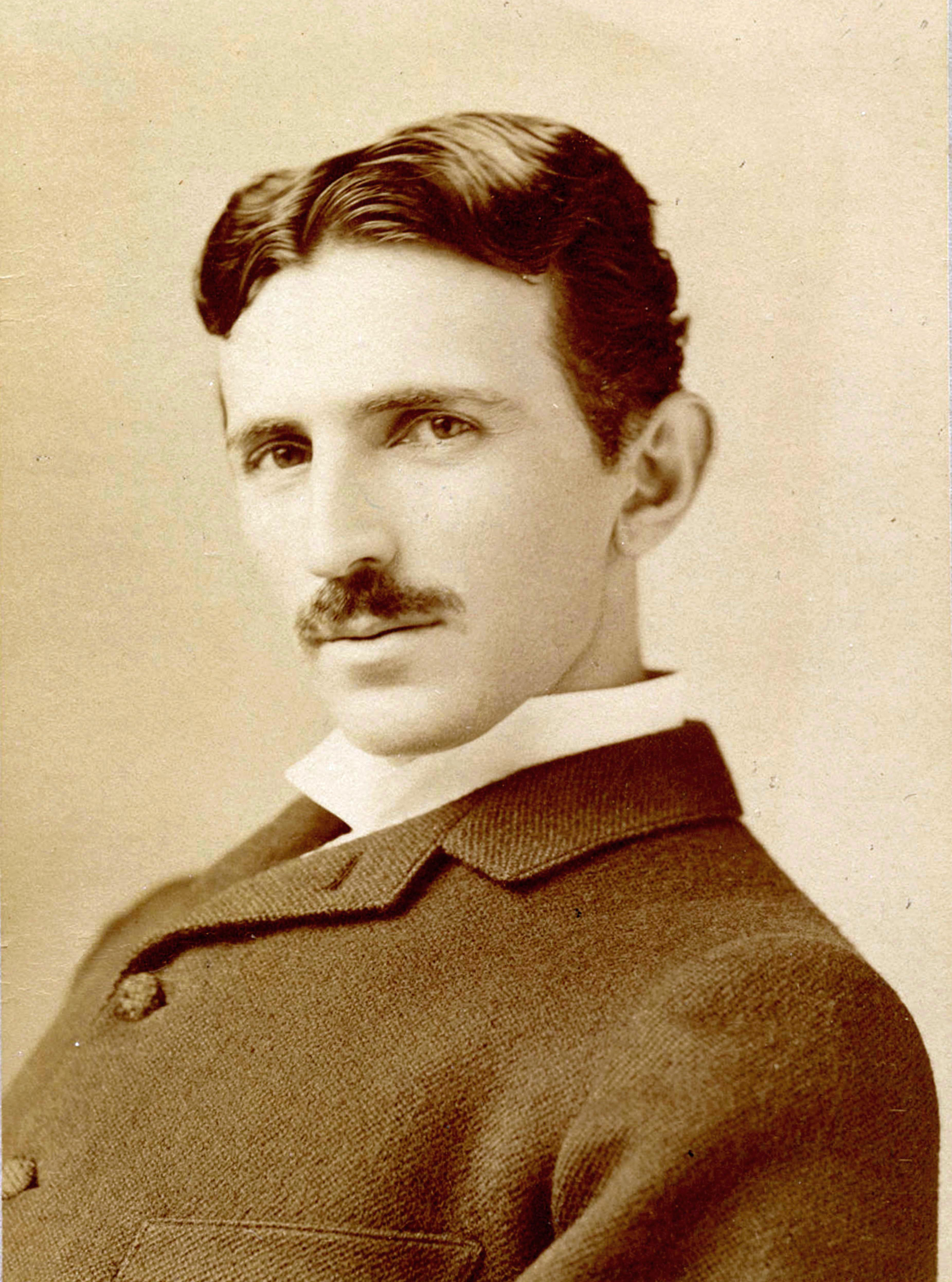
Nikola Tesla, Nghiên cứu dòng điện xoay chiều đa pha và thiết kế động cơ không đồng bộ
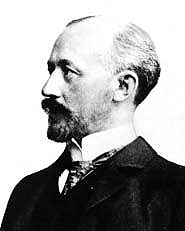
Mikhail Dolivo-Dobrovolsky Phát triển hệ thống điện xoay chiều 3 pha tiêu chuẩn
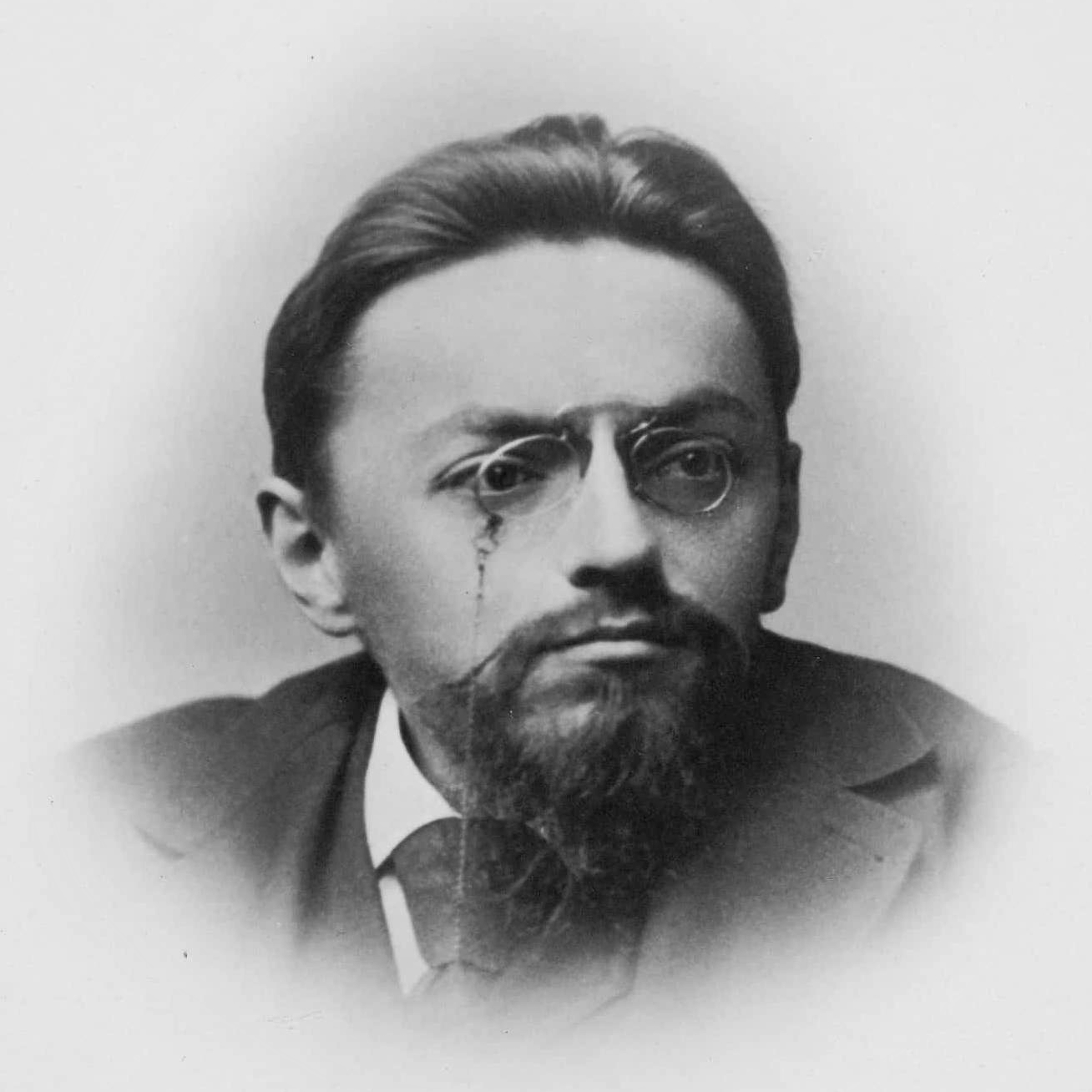
Charles Proteus Steinmetz, Lý thuyết mạch điện xoay chiều
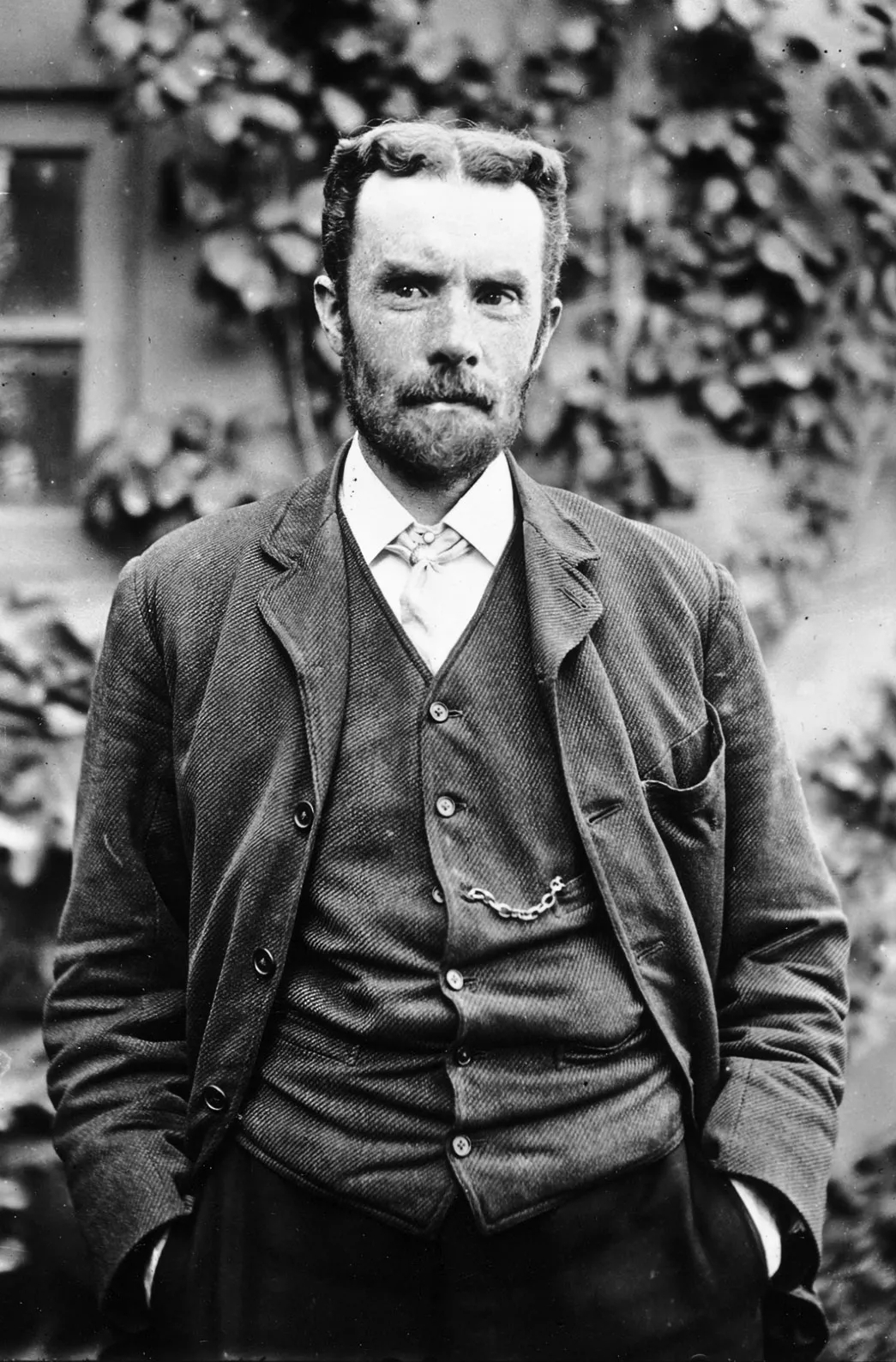
Oliver Heaviside, phát triển các mô hình lý thuyết về mạch điện

Đến cuối thế kỷ 19, các hoạt động liên quan đến kỹ thuật điện đã tăng lên mạnh mẽ. Năm 1882, Edison mang đến cho thế giới mạng lưới cung cấp điện năng đầu tiên với khả năng cung cấp dòng điện một chiều 110 vôn cho 59 khách hàng ở hạ Manhattan. Năm 1884 Sir Charles Parsons phát minh ra tuốc bin hơi nước nhờ đó mà ngày này mang lại 80 phần trăm sản lượng điện trên thế giới bằng sử dụng nhiều nguồn nhiệt khác nhau. Năm 1887, Nikola Tesla đăng ký một số bằng sáng chế liên quan đến hình thức cạnh tranh trong phân phối điện gọi là dòng điện xoay chiều. Những năm sau đã nổ ra sự cạnh tranh gay gắt giữa Tesla và Edison, gọi là "Chiến tranh dòng điện", xung quanh vấn đề lựa chọn phương pháp truyền tải dòng điện. Dòng điện xoay chiều đã lấn át và thay thế dòng điện một chiều trong các máy phát điện và phân phối năng lượng diện, làm mở rộng rất lớn phạm vi và nâng cao tính an toàn và hiệu suất trong phân phối năng lượng điện.
Nhưng những nỗ lực của hai ông cũng thúc đẩy kỹ thuật điện tiến một bước xa— nghiên cứu của Tesla về động cơ điện không đồng bộ và hệ thống truyền tải điện đa pha (đặc biệt là hệ thống điện ba pha) đã ảnh hưởng đến ngành này trong nhiều năm về sau, trong khi các nghiên cứu của Edison về điện báo và phát triển băng điện báo (stock ticker) đã mang lại lợi ích lớn cho công ty của ông, sau này là công ty General Electric. Tuy nhiên, cuối thể kỷ19, bước sang thế kỷ 20 những hình ảnh điển hình trong tiến trình phát triển của kỹ thuật điện đã bắt đầu nổi lên.

### Những phát triển hiện đại

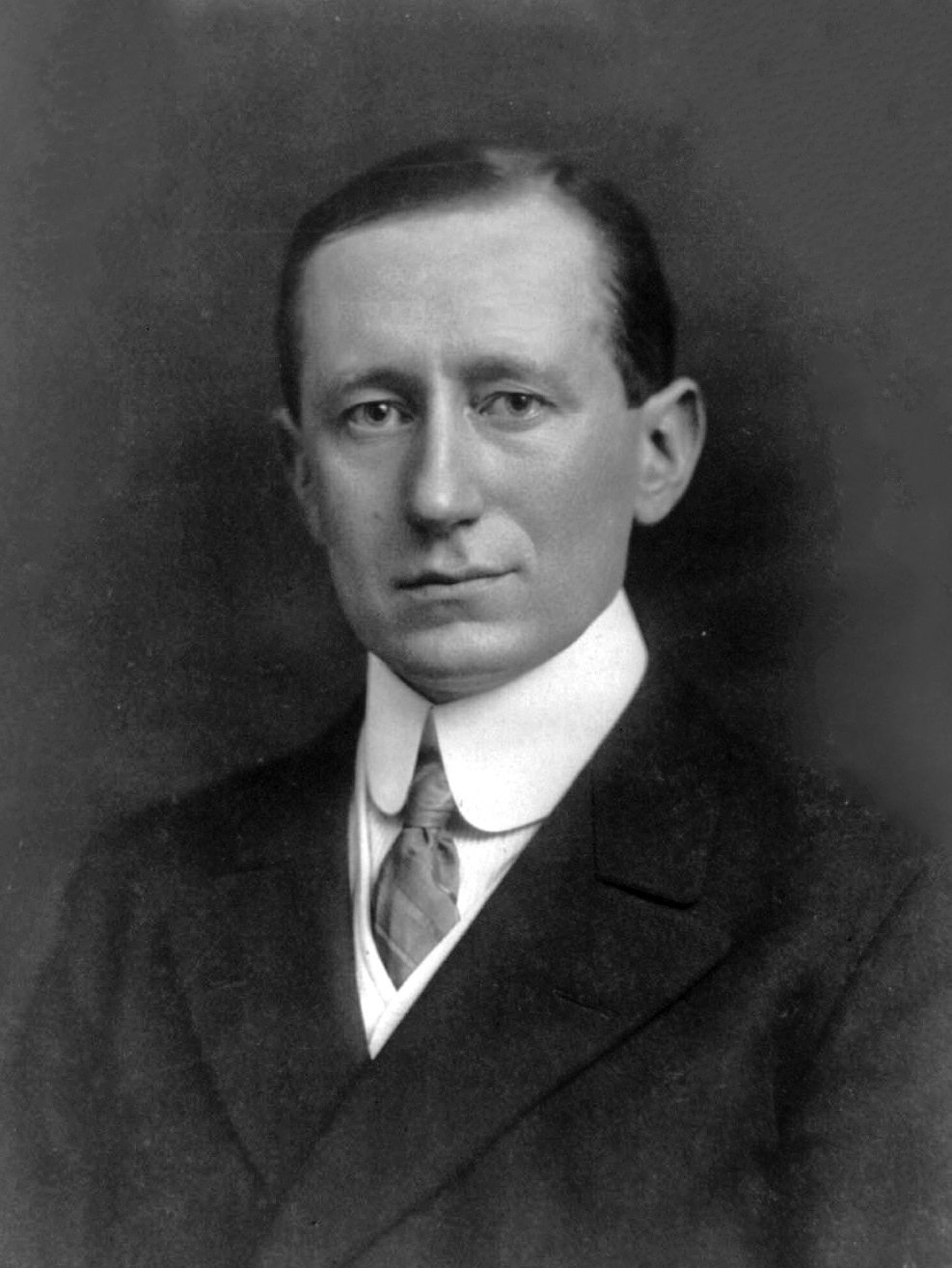
Guglielmo Marconi nổi tiếng với công trình tiên phong trong truyền tải tín hiệu radio ở khoảng cách xa

Trong thời gian phát triển radio, nhiều nhà khoa học và nhà sáng chế đã đóng góp vào công nghệ radio và điện tử học. Trong các thí nghiệm UHF năm 1888, Heinrich Hertz đã truyền (thông qua máy phát khe điện cực spark-gap transmitter) và thu được sóng radio bằng cách sử dụng các thiết bị điện. Năm 1895, Nikola Tesla đã thu được tín hiệu phát từ phòng thí nghiệm của ông tại New York ở West Point (với khoảng cách 80,4 km / 49,95 dặm). Năm 1897, Karl Ferdinand Braun nghĩ ra ống tia âm cực là một bộ phận của dao động ký, và đặt nền tảng cho công nghệ ti vi màn hình ống. John Fleming lần đầu tiên phát minh ra điốt vào năm 1904. Hai năm sau, Robert von Lieben và Lee De Forest độc lập với nhau phát triển bộ khuếch đại triốt.
Năm 1895, Guglielmo Marconi cải tiến phương pháp truyền tín hiệu không dây của Hertz. Ban đầu, ông gửi tín hiệu không dây trên khoảng cách 1,5 dặm. Vào tháng 12 năm 1901, ông gửi những bước sóng radio mà không bị ảnh hưởng bởi độ cong của Trái Đất. Sau đó Marconi đã truyền tín hiệu không dây giữa hai bờ Đại Tây Dương từ Poldhu, Cornwall, tới St. John's, Newfoundland, với khoảng cách 2.100 dặm (3.400 km).
Năm 1920 Albert Hull phát minh ra hốc magnetron đặt cơ sở cho sự ra đời của lò vi sóng do Percy Spencer phát minh năm 1946. Năm 1934, quân đội Anh bắt đầu thực hiện phát triển radar (nó cũng sử dụng magnetron) dưới sự quản lý của tiến sĩ Wimperis, mà đỉnh cao là sự hoạt động của trạm radar đầu tiên ở Bawdsey vào tháng 8 năm 1936.
Năm 1941 Konrad Zuse giới thiệu máy tính Z3, chiếc máy tính đầu tiên trên thế giới với khả năng lập trình được. Năm 1946 máy ENIAC (Electronic Numerical Integrator and Computer) của John Presper Eckert và John Mauchly ra đời, mở ra một kỷ nguyên cho máy tính. Sự hoạt động theo thuật toán của những máy này cho phép các kỹ sư phát triển những công nghệ hoàn toàn mới và hoàn thiện những mục đích mới, bao gồm chương trình Apollo và đổ bộ lên Mặt Trăng của NASA.

### Bóng bán dẫn (transistor) trạng thái rắn

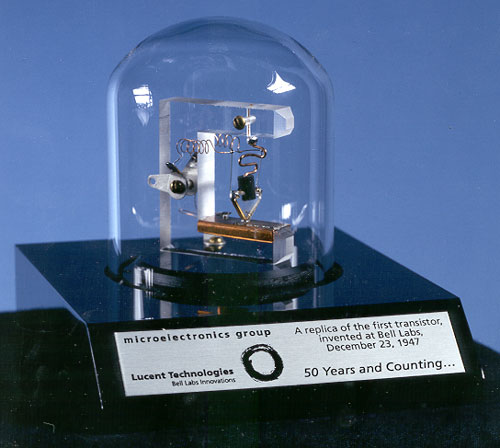
Bản sao của transistor đầu tiên trên thế giới.

Năm 1947, William B. Shockley, John Bardeen và Walter Brattain phát minh ra transistor đã mở ra một hướng đi mới trong sự phát triển các thiết bị nhỏ gọn và dẫn đến sự ra đời của mạch tích hợp do Jack Kilby phát minh năm 1958 và độc lập bởi Robert Noyce năm 1959.  Đầu năm 1968, Ted Hoff cùng một đội nghiên cứu ở Intel lần đầu tiên phát minh ra vi xử lý, thúc đẩy ngoạn mục sự phát triển của máy tính cá nhân. Bộ vi xử lý 4-bit Intel 4004 được ra đời năm 1971, nhưng cho tới năm 1973 khi Intel 8080, một bộ vi xử lý 8-bit ra đời, thì nó mới được lắp vào máy tính cá nhân, chiếc Altair 8800.